# NHK ONE
NHK ONE（エヌエイチケイ ワン）は、日本放送協会（NHK）のテレビ・ラジオの常時同時配信・見逃し番組配信サービスであるウェブサイトの公称・愛称である。

## 概要
2011年からラジオのNHKネットラジオ らじる★らじる、2020年からテレビのNHKプラスが開始されたが、法令上は任意業務であった。放送法改正により、2025年10月から「必須業務」になり、リニューアルされる予定。
イメージキャラクターにはEテレで放送されている『いないいないばあっ!』のキャラクターのワンワンが起用された。

## 沿革
- 2025年（令和7年）10月1日 - サービス開始予定[1]。

## 主なサービス
出典について、特記事項が無い場合はNHK ONEの公式サイトに基づいて記載する。
なお、NHKの国際放送「NHKワールド JAPAN」についても放送法における必須業務の対象となるが、「NHK WORLD-JAPAN」などのアプリやサービスはNHK ONEの対象外となっており、NHKワールド（NHKワールドTV・プレミアム・ラジオ日本）の番組を視聴する際は引き続き同アプリなどを利用することになる。

### NHKプラス
NHKの地上波（総合・Eテレ）の同時・見逃し配信を行う。また、本サービス開始に併せて、NHKの地域放送局が制作する地域情報番組やローカルニュースの配信及びテレビアプリでの同時配信を開始する予定。

### NHK ONE ニュース・防災
NHKニュースの記事配信を行う。また、本サービス開始に併せて、緊急時の特設ニュースを含むニュース番組の同時配信も開始する予定。

### NHK ONE for School
NHK制作の学校放送番組の配信を行う。

### NHKネットラジオ らじる★らじる
NHKラジオ（ラジオ第1・第2・FM）の同時・聞き逃し配信を行う。なお、NHKラジオは受信契約の対象外となる。

### NHKゴガク
NHK制作の語学番組の関連情報を提供する。なお、ラジオ関連サービスは受信契約を行っていないユーザーでも利用することが出来る。